# Severn Cullis-Suzuki
Severn Cullis-Suzuki (Vancouver, 30 novembre 1979) è un'attivista, conduttrice televisiva e scrittrice canadese, conosciuta come La bambina che zittì il mondo per 6 minuti per il suo discorso al Vertice della Terra delle Nazioni Unite nel 1992 a Rio de Janeiro.
Figlia della scrittrice Tara Elizabeth Cullis e del genetista e ambientalista David Suzuki, ha tenuto vari discorsi sulle problematiche ambientali, invitando i suoi ascoltatori a stabilire dei valori, a saper programmare il futuro e ad assumersi le proprie responsabilità.

## Biografia
David Suzuki, tra l'altro, fu uno dei primi scienziati a parlare di cambiamento climatico e dedicò tutte le sue energie e i suoi studi a sviluppare questo tema. Fu uno dei luminari della questione ecologica, che arrivò a comprendere i danni e le possibili conseguenze del cambiamento climatico ed iniziò gli studi sulle energie alternative. Tra i primi a sostenere l'urgenza di agire e comunicare con le successive generazioni, fu anche divulgatore televisivo per la tv canadese nel programma The Nature of Things.
La figlia Severn, all'età di 9 anni, mentre frequentava la scuola elementare Lord Tennyson, fondò l'Environmental Children's Organization (ECO), un gruppo di bambini interessato a sensibilizzare i propri coetanei verso le problematiche ambientali. In un'intervista al magazine Fanpage la Cullis-Suzuki ha raccontato che il suo impegno per l'ambiente e la sua passione nel portarlo avanti nascono in realtà da un evento che l'ha segnata profondamente: durante una vacanza in Brasile da bambina, infatti, Severn si è imbattuta in una foresta che andava in fiamme. Lei stessa si è definita traumatizzata da quelle immagini.
Nel 1992, all'età di 12 anni, Cullis-Suzuki raccolse fondi sufficienti per partecipare al Vertice della Terra a Rio de Janeiro. Coi membri del gruppo Michelle Quigg, Vanessa Suttie e Morgan Geisler, la Cullis-Suzuki, con un appassionato discorso presenta le questioni ambientali dal punto di vista dei giovani a una conferenza ONU, dove è stata poi applaudita dai delegati. Il video è diventato molto conosciuto, noto come "La bambina che zittì il mondo per 6 minuti". Il discorso presenta la problematica ambientale in modo innovativo per l'epoca, come una pesante eredità che viene tramandata dai genitori ai figli.
Se non sapete come sistemare tutto ciò, smettete di distruggerlo.»
Nel 1993 fu insignita del Global 500 Roll of Honour dal Programma delle Nazioni Unite per l'ambiente. Nel 1993 ha pubblicato un libro per famiglie, Tell the World, riguardante la salvaguardia ambientale.
Dopo aver frequentato l'Università di Yale, la Cullis-Suzuki ha trascorso due anni viaggiando per il mondo. Nel 2002 è stata co-conduttrice della trasmissione televisiva per bambini Suzuki's Nature Quest, andata in onda su Discovery Channel. Nello stesso anno contribuì alla promozione di The Skyfish Project, un think tank presente su Internet. Cullis-Suzuki nel 2002 è stata chiamata a partecipare al Summit Mondiale per lo Sviluppo Sostenibile di Johannesburg in qualità di membro della commissione consultiva speciale di Kofi Annan e affiancata dagli altri membri del progetto Skyfish; il gruppo ha sponsorizzato e promosso il documento chiamato Recognition of Responsibility, "Riconoscimento di Responsabilità" come strumento per un cambiamento collettivo. Il progetto Skyfish è stato sciolto nel 2004, quando Cullis-Suzuki ha ripreso gli studi universitari iscrivendosi a un corso di laurea in Etnobotanica all'Università di Victoria sotto la guida di Nancy Turner.
Successivamente Severn Cullis-Suzuki ha collaborato con lo Sloth Club in Giappone, prestandosi a quattro tournée a favore del movimento Slow e il Movimento Million Mothers post-Fukushima, un'associazione che si occupa di tutela ambientale guidata da madri che rifiutano l'energia nucleare. Severn è stata nominata membro dell'Action Canada Fellow nel 2004 e nel 2005, ed è co-editore del libro Notes from Canada's Young Activists (Note dai giovani attivisti del Canada) pubblicato dalla casa editrice Greystone Books nel 2007, con l'obiettivo di continuare il percorso di sensibilizzazione sulla questione climatica. La Cullis-Suzuki ha spesso usato i mezzi di comunicazione più popolari per comunicare il suo messaggio, come cinema e televisione. Ha infatti collaborato attivamente alla realizzazione di diversi documentari, affiancando registi come Jean Paul Jaud Severn per il suo docu-film La voix de nos enfants (La voce di noi bambini). Ha inoltre condotto lo show televisivo Suzuki's NatureQuest e la serie TV che racconta dell'acqua Samaqan: Water Stories, di cui sono state realizzate quattro stagioni trasmesse su una nota emittente televisiva canadese.

### Vita privata
Severn è sposata e vive con suo marito e i suoi due figli a Haida Gwaii, chiamate anche Isole della Regina Charlotte, nella Columbia Britannica (Canada). Oggi è una scrittrice, attivista e conduttrice televisiva sempre molto impegnata sul fronte ambientale. 

## Nell'immaginario collettivo
Severn Cullis-Suzuki è stata più volte accostata all'immagine della giovane attivista svedese Greta Thunberg, il cui discorso tenuto nel 2019 al cospetto delle Nazioni Unite ha ricordato molto quello di Cullis-Suzuki. I due discorsi hanno infatti diversi punti in comune: ad esempio entrambi si rivolgono ai politici in nome delle future generazioni, evidenziando come i bambini di oggi stiano ereditando un pianeta con molti più problemi rispetto alla generazione precedente. Le figure delle due attiviste sono state spesso assimilate l'una all'altra da parte dell'opinione pubblica, spesso etichettate come "bambine prodigio coraggiose". In diverse interviste e apparizioni pubbliche la Cullis-Suzuki si è dichiarata un'accanita sostenitrice di Greta Thunberg, spiegando ai giornalisti la sua comprensione nei confronti dell'attivista svedese. L'ha spesso definita una potente forza, riferendosi non solo alla Thunberg ma anche al movimento cui la svedese ha dato vita e all'attivismo sempre in crescendo su questo tema.